# یهوشوا گلازر
یهوشوا گلازر (به انگلیسی: Yehoshua Glazer) مهاجم اهل اسرائیل است که از سال ۱۹۴۹ تا ۱۹۶۱ میلادی عضو تیم ملی فوتبال اسرائیل بوده و در ۳۵ بازی ملی حضور داشته است. یهوشوا گلازر توانسته در بازی‌های ملی، ۱۸ گل به ثمر برساند.